# Stephan Schröck
Stephan Schröck (Schweinfurt, 21 augustus 1986) is een Duits-Filipijnse voetballer. Hij tekende in juli 2014 een vierjarig contract bij SpVgg Greuther Fürth, waarvoor hij ook van 2004 tot en met 2012 speelde. Schröck maakte op 29 juni 2011 zijn debuut voor het Filipijns voetbalelftal.

## Clubcarrière
Schröck werd geboren op 21 augustus 1986 in de Duitse stad Schweinfurt. In de jeugd voetbalt hij bij DJK Schweinfurt tot hij in 2001 overstapte naar SpVgg Greuther Fürth. Daar speelt hij, na enkele jaren in de jeugd, sinds 2004 in het eerste elftal, dat uitkomt in de 2. Bundesliga. Schröck speelde in de jeugd diverse wedstrijden voor Duitse vertegenwoordigende elftalen zoals Duitsland onder 18, onder 19 en onder 20, maar werd nooit voor het Duits voetbalelftal geselecteerd. Vanwege een Filipijnse moeder had hij ook uit kunnen komen voor het Filipijns voetbalelftal. Omdat hij er tot zijn 21e niet voor de Filipijnen koos, was dit jarenlang niet meer mogelijk. Een regelwijziging in de FIFA-reglementen in 2009, maakte het alsnog mogelijk voor Schröck om uit te komen voor het land van zijn moeder. Door problemen met het papierwerk maakte hij uiteindelijk op 29 juni 2011 zijn debuut voor het Filipijns voetbalelftal in hun kwalificatiewedstrijd voor het WK 2014 in en tegen Sri Lanka.

## Erelijst
SpVgg Greuther Fürth
- 2. Bundesliga

2012